# آمیگا ۳۰۰۰ یواکس
کمودور آمیگا ۳۰۰۰ یواکس (به انگلیسی: Commodore Amiga 3000UX) یک مدل از خانواده آمیگا می‌باشد که به همراه سیستم‌عامل «آمیگا یونیکس» عرضه گردید. «آمیگا یونیکس» یک پورت کامل از سیستم‌عامل «اِی تی اند تی» یونیکس سیستم ۵ می‌باشد که بر روی سیستم‌عامل «آمیگااواس» نصب گردید. این سیستم شبیه رایانه آمیگا ۳۰۰۰ بود که با فشردن کلید سمت راست ماوس در هنگام بوت شدن، امکان بوت دستگاه از آمیگا بایوس را به کاربر می‌دهد.
در مقطع زمانی که شرکت «سان مایکروسیستمز» توانست همکاری نزدیکی با شرکت «کمودور-آمیگا» داشته باشد، پیشنهاد تولید «آمیگا ۳۰۰۰ یواکس» تحت لیسانس کمودور را داد تا سیستمی متوسط تولید نمایند که به عنوان جایگزین برای سیستم‌های پر قدرت «ایستگاه کاری» شرکت «سان» عمل نمایند. شرکت «سان» تصمیم داشت این محصول را به صورت میلیونی تولید و عرضه نماید اما این پیشنهاد توسط کمودور پذیرفته نشد. این پیشنهاد پس از رد شدن، یکی از دلایل مشهور شدن این باور در بین اذهان عمومی گردید که پلتفرم آمیگا تحت مدیریت شرکت کمودور به موفقیت می‌رسد.
به نظر می‌رسد شرکت کمودور (یا شرکت‌های متفرقه طرف سوم) قصد داشتند سیستم‌های آمیگا ۳۰۰۰ یواکس را مجدداً بر مبنای دستگاه‌های مبتنی بر «آمیگااواس» ارائه نمایند. تعدادی از دستگاه‌های استاندارد آمیگا ۳۰۰۰ دارای برچسب‌هایی بودند که نشان می‌دهد احتمالاً به عنوان ماشین‌های آمیگا ۳۰۰۰ یواکس فروخته می‌شدند.